# Carlo Schmid Schule Freiburg
Die Carlo Schmid Schule Freiburg ist eine staatlich genehmigte und staatlich anerkannte berufsbildende Schule in freier Trägerschaft des Internationalen Bundes in Freiburg im Breisgau. Sie wurde am 28. November 2009 eröffnet und ist nach dem Politiker Carlo Schmid (1896–1979) benannt.
Schulleiterin ist Petra Bunk-Niemeier.
Folgende Schularten und Ausbildungsberufe gibt es an der Carlo Schmid Schule:
Ausbildungsberufe:
- Fachschule für Sozialwesen – Jugend- und Heimerziehung
- Schule für Arbeitserziehung
- Berufsfachschule Sozialpädagogische Assistenz
- Zweijährige Berufsfachschule Altenpflegehilfe für Migrantinnen und Migranten
- Sonderberufsschule Garten- und Landschaftsfachwerker

Mittlerer Bildungsabschluss:
- Zweijährige Berufsfachschule Wirtschaft & Verwaltung
- Zweijährige Berufsfachschule für Gesundheit & Pflege

Berufsvorbereitung:
- AVdual, Hauptschulabschluss
- Sonderberufsfachschule (SBFS), Hauptschulabschluss möglich
- VABOU Vorbereitungsjahr Arbeit und Beruf für Flüchtlinge